# Sarah Deneil
Sarah Deneil est une joueuse de basket-ball belge née le 12 janvier 1990 à Namur.
Après avoir été formée à Andenne, elle est passée par Sprimont, le Novia Namur, le Belfius Namur pour jouer actuellement à Charleroi.

## Carrière
Formée au BC First Andenne, elle joue au BC Namur-Capitale.
Elle participe au championnat du monde de basket-ball des 20 ans et moins de 2009 en Macédoine.